# Mesanthura gerlachi
Mesanthura gerlachi là một loài chân đều trong họ Anthuridae. Loài này được Wägele miêu tả khoa học năm 1981.